# Спригган
Спригга́н (корн. supurigan — духи) — в корнском фольклоре вид фей.

## В фольклоре
Согласно поверьям, спригганы подобны скандинавским троллям; как и все феи или гномы, имеют небольшой рост, однако от других представителей фей (пикси, тильвит теги) их отличает уродливая внешность: описывается, что они выглядят как миниатюрные резвые безобразные старухи, вооружённые копьями. Так же как тролли или холмовики, спригганы не переносят солнечного света, поэтому днём они скрываются, а ночью устраивают пляски неподалёку от своих жилищ. Они обитают в руинах туров и курганах, а также около дольменов и менгиров, охраняя сокровища. Несмотря на невысокий рост, их иногда считали духами великанов. Иногда спригганов ассоциировали с подземными духами ноккерами, работающими на оловянных рудниках.
Спригганы не любят нарушающих их покой и потому могут вырастать до невероятных размеров, чтобы напугать путников, насылать ураганы на погибель посевам и иногда красть детей, оставляя страшного подменыша. Спригганов винили в случаях, если дом обокрали или он завалился, если пропала корова.

## В современной культуре
В большинстве своём спригганы предстают в современных произведениях духами леса, стражами своих владений. В этом плане они аналогичны дриадам и нимфам.